# Кратесиклея
Кратесиклея (др.-греч. Κρατησικλείας ; ? — 219 год до н. э., Александрия) — спартанская царица. Жена царя Спарты Леонида II из династии Агиадов.
Кратесиклея была необычной спартанской царицей, потому что правители Спарты по закону должны были родиться в Спарте, а она — персидского происхождения, иногда её называли царевной из династии Селевкидов. Так исследователь Сара Померой считала, что отцом Кратесиклеи мог быть Селевк I Никатор. Селевк II Каллиник, царь Сирии, отдал её Леониду II в качестве невесты.
Именно иноземный статус Кратесиклеи стал одним из поводов для критики оппозиции её мужа, ведь представителям царского рода запрещалось жениться на иностранках. В 243 году до н. э. Леонид II был временно лишён власти.
После смерти Леонида II в 235 году до н. э. Кратесиклея вышла замуж за спартанца Мегистона. Она была известна своей активной поддержкой своего сына царя Спарты в 235—221 годах до н. э. Клеомена III.
Во время Клеоменовой войны она покинула Спарту и отправилась в Александрию Египетскую вместе со своими двумя внуками, чтобы стать заложницей союзника своего сына Клеомена III — Птолемея III в Египет.
После своего смещения, в 222 году до н. э. Клеомен III бежал в Египет, надеясь получить помощь от союзника Птолемея III, но тот вскоре умер, а его наследник Птолемей IV не спешил с оказанием помощи, тогда Клеомен принял участие в заговоре против Птолемея IV, потерпел неудачу и был вынужден покончить с собой. Кратесиклея и дети Клеомена и все жёны спартанцев были казнены по приказанию Птолемея (220 год до н. э.).
Дети Леонида II и Кратесиклеи: цари Спарты в 235—221 годах до н. э. Клеомен III, Эвклид (227—222 до н. э.) и Хилонида, жена царя Спарты Клеомброта II.